# Monestiés
Monestiés (okzitanisch Monestièr) ist eine französische Gemeinde im Département Tarn in der Region Okzitanien. Sie gehört zum Arrondissement Albi und zum Kanton Carmaux-2 Vallée du Cérou.
Das Dorf, das an einer Nebenroute des Jakobsweges liegt, ist seit 2001 als eines der Plus beaux villages de France (Schönste Dörfer Frankreichs) klassifiziert.

## Geografie
Der Ort mit 1.385 Einwohnern (Stand 1. Januar 2022) liegt am rechten Ufer des Cérou und an seinem Zufluss Céret rund 20 Kilometer nördlich von Albi. An der nördlichen Gemeindegrenze verläuft auf einem kurzen Abschnitt das Flüsschen Candour. Monestiés galt früher als Hauptort des Cérou-Tals und im Mittelalter als die am stärksten befestigte Stadt auf der rechten Uferseite des Tarn.
Tatsächlich war die mittelalterliche Stadt ursprünglich von einer Mauer und einem Stadtgraben umgeben. Die Gräben wurden später zugeschüttet und an deren Stelle entstand ein Zwinger, der heute als Spazierweg dient. Die alten Häuser stehen kreisförmig um die Kirche Saint-Pierre in einer Flussbiegung.

## Geschichte
In der ersten Hälfte des 10. Jahrhunderts belehnte der westfränkische König Ludwig IV. Déodat, Abt des Kollegiatstifts Saint-Salvy von Albi, mit dem Anwesen Monasterio (auch Monesterio), das dazumal aus einer Heiligenstätte und einigen Nebengebäuden bestand. Der Ortsname leitet sich vom lateinischen Monasterium (‚Kloster‘) ab.
Die Besiedlung der Gegend geht allerdings viel weiter zurück. 600 Meter vom Dorfkern entfernt, bei der Mündung der Ceret in den Cérou, wurden Spuren eines keltischen Oppidum aus der späten Eisenzeit gefunden. Einige Jahrhunderte später, verließen die Bewohner die Hügel, um entlang der Römerstraße, welche Rodez mit Toulouse verband, zu siedeln.
Am Ende des Albigenserkreuzzuges, ging Monestiés 1229 als Lehen an die Bischöfe von Albi. Ein Co-Seigneur war für den militärischen Schutz verantwortlich. Dieses Abkommen wurde 1282 vom französischen König Philipp dem Schönen bestätigt. Im Gegensatz zu den in der Region verbreitenden Bastiden, entwickelte sich der Ort konzentrisch um seine Kirche. Um die Jakobspilger aufzunehmen, wurde im 13. Jahrhundert außerhalb der Stadtmauern eine Herberge errichtet.
Der regionale wirtschaftliche Aufschwung des 18. Jahrhunderts brachte das Dorf voran. Schriften nennen für diese Zeit bis zu 23 ansässige Händler und 13 Märkte pro Jahr. Die Bevölkerung lebte vor allem von der Verarbeitung von Hanffasern zu Gewebe und vom Handel mit Eseln. Damit sich das Dorf weiter ausbreiten konnte, wurden zu jener Zeit die Gräben zugeschüttet und die Stadtmauern niedergerissen. In der zweiten Hälfte des 19. Jahrhunderts verdrängte die aus den Kolonien eingeführte Baumwolle die Hanfweberei und Monestiés geriet in den Schatten von Carmaux, wo große Kohlevorkommen entdeckt wurden.

### Wappen
Blasonierung: „In Rot ein silberner, schwarzgemauerter Turm von zwei silbernen Sternen flankiert; darüber zwei schräg überkreuzte silberne Schlüssel, (heraldisch) rechts bewinkelt von einer silbernen Sonne und (heraldisch) links einer silbernen Mondsichel.“

### Bevölkerungsentwicklung
Die höchste Bevölkerungszahl wurde um 1865 mit rund 1600 Einwohnern und Einwohnerinnen erreicht.
| Jahr      | 1962 | 1968 | 1975 | 1982 | 1990 | 1999 | 2009 | 2018 |
| --------- | ---- | ---- | ---- | ---- | ---- | ---- | ---- | ---- |
| Einwohner | 1146 | 1234 | 1222 | 1304 | 1361 | 1362 | 1342 | 1360 |

## Sehenswürdigkeiten
- Die Peterskirche Église Saint-Pierre wurde 1550 in einem mediterranen gotischen Stil auf den Fundamenten einer romanischen Kirche, die im Vorfeld der Hugenottenkriege zerstört wurde, neu aufgebaut. Sie ist fünfteilig und verfügt über drei Joche sowie fünf Seitenkapellen zwischen den Strebepfeilern. Der gedungene Glockenturm ist von einem runden Wehrturm flankiert und mit einer im Jahre 1559 gegossenen Glocke ausstaffiert. Das Bauwerk ist seit 1979 ein französisches Kulturdenkmal.[6]
- Das Museum Musée Bajén-Vega im Ortszentrum ist in einem ehemaligen Herrenhaus untergebracht, welches auch als Fremdenverkehrsamt dient. Die Ausstellung zeigt Bilder einiger spanischer Maler und Malerinnen (u. a. Francisco Bajén sowie dessen Gattin Martine Vega), die 1939 vom Franco-Regime geflohen waren.[7]
- Die Pilgerkapelle Chapelle Saint-Jacques (auch Chapelle de l’Hôpital genannt) beherbergt eine mehrteilige Steinskulptur der Grablegung Christi, die im 15. Jahrhundert für die Bischöfe von Albi geschaffen wurde und vor 1774 (wie auch das Chorgestühl) die Schlosskapelle Château de Combefa zierte. Dieses bischöfliche Schloss lag südlich von Monestiés und ist heute zerstört.[7]

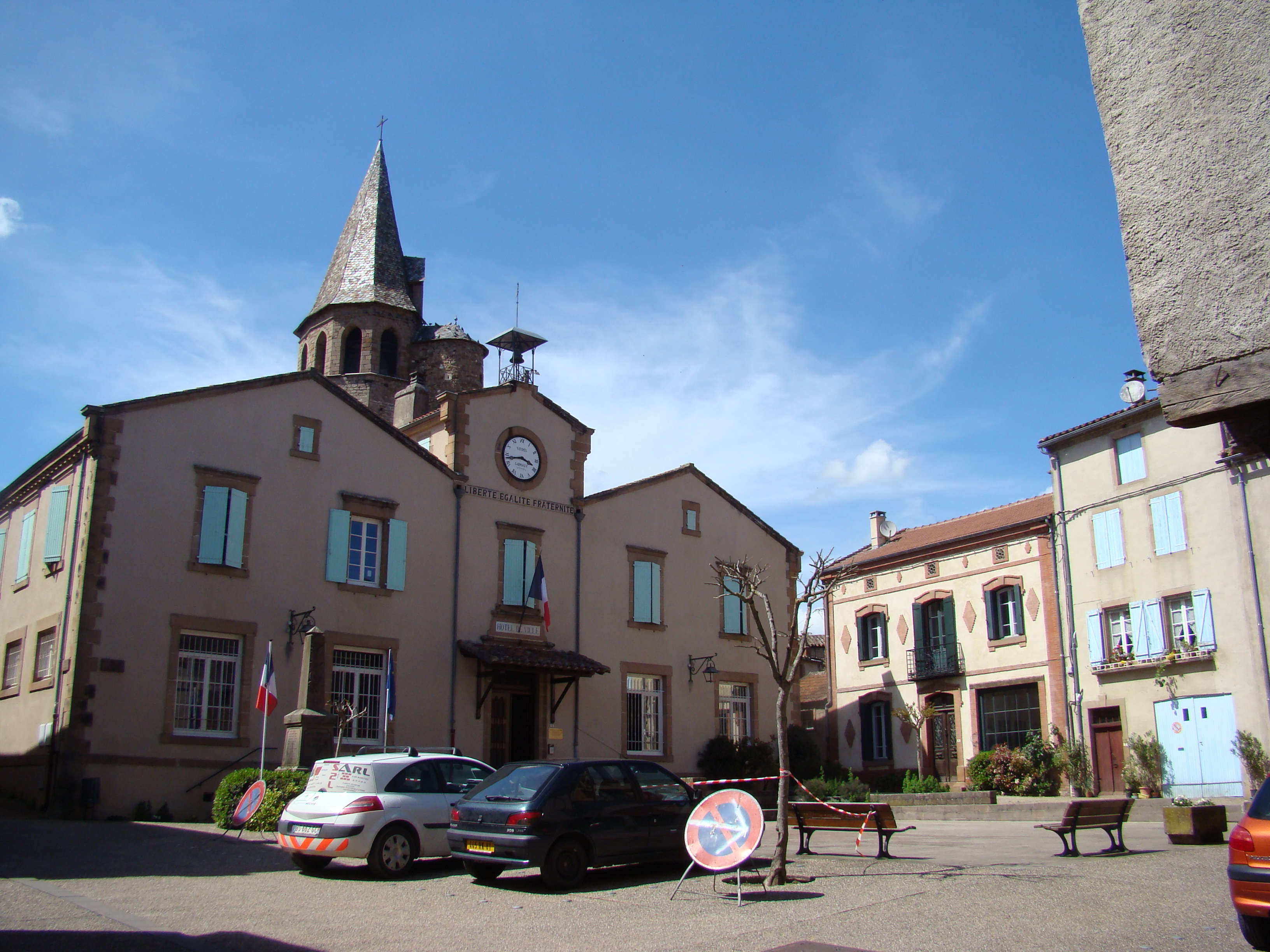
Rathaus (Mairie), dahinter Kirche Saint-Pierre
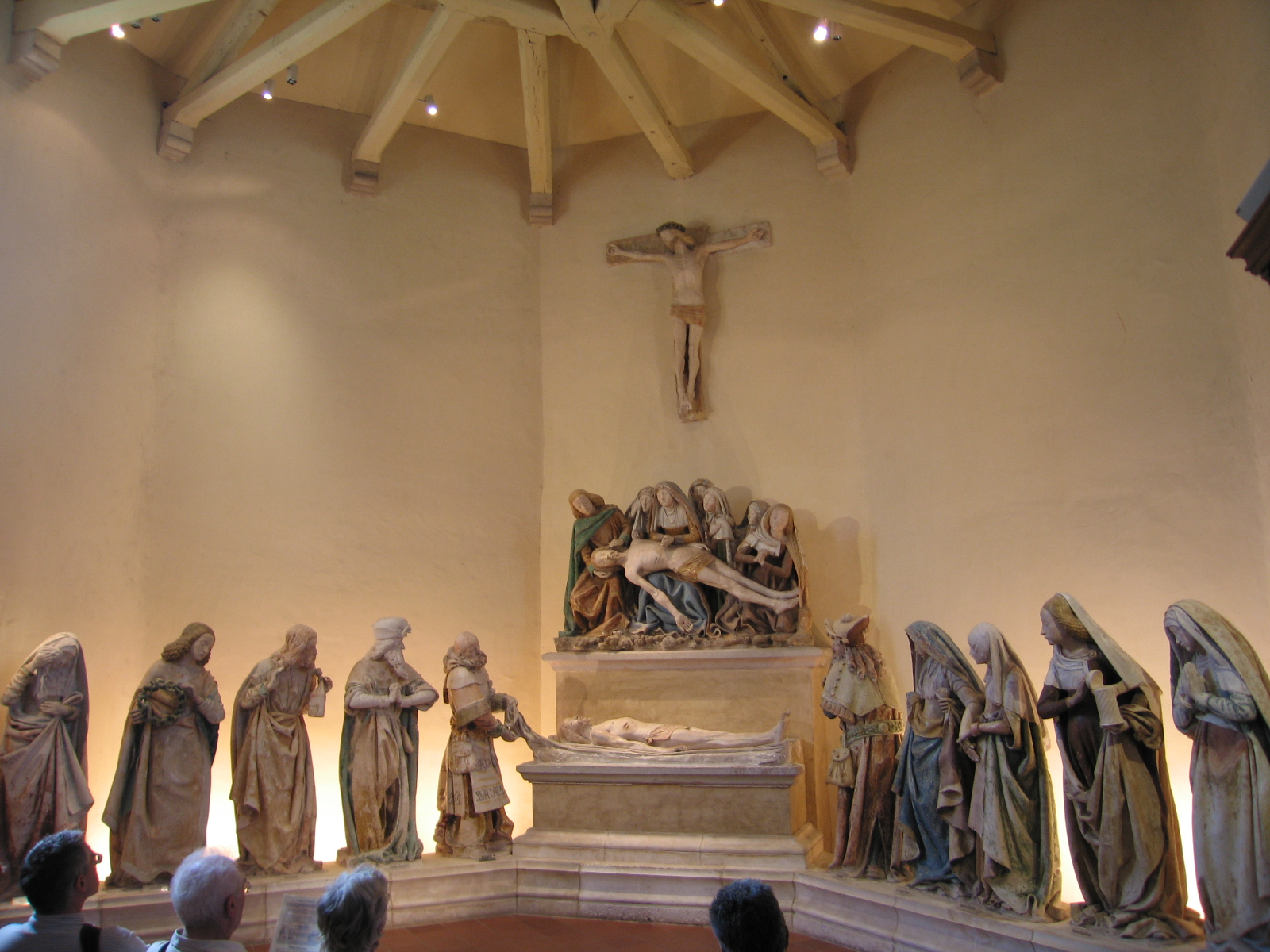
Grablegung Christi von Combefa
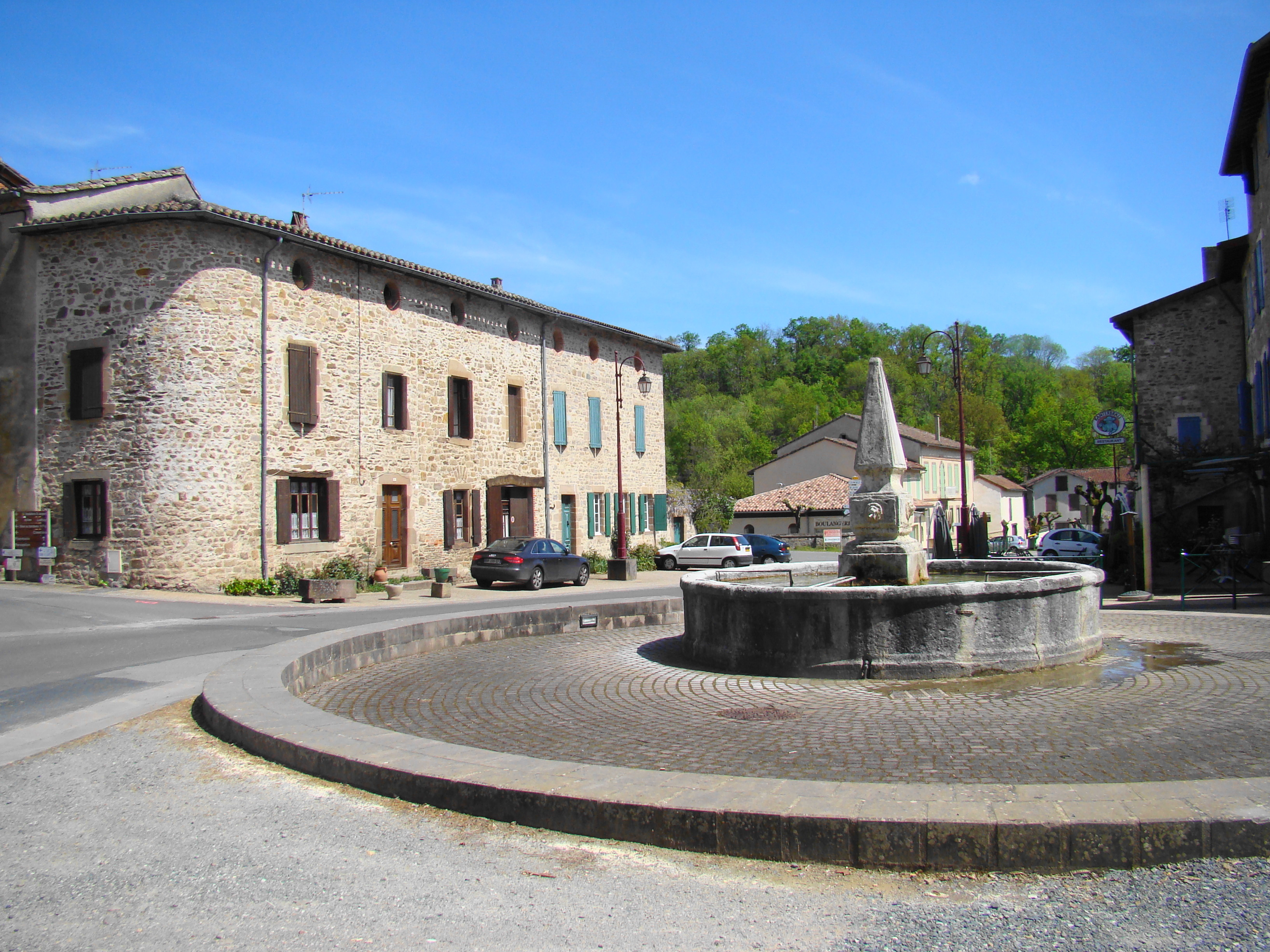
Dorfplatz mit dem Brunnen Le Griffoul (17. Jahrhundert)